# Nerw nadłopatkowy
Nerw nadłopatkowy (łac. nervus suprascapularis) – w anatomii człowieka nerw części nadobojczykowej splotu ramiennego. Tworzy go pień górny (gałęzie brzuszne nerwów rdzeniowych szyjnych: C5–C6 (C4)).
Nerw nadłopatkowy przechodzi przez dół nadobojczykowy większy, pod mięśniem czworobocznym udaje się w kierunku łopatki, biegnąc tu wspólnie z tętnicą nadłopatkową. Następnie pokonuje wcięcie łopatki pod zmieniającym je w otwór więzadłem poprzecznym górnym łopatki (towarzysząc tu żyle nadłopatkowej), okrąża szyjkę łopatki, przy czym w tej części odchodzą od niego gałęzie m.in. do stawu ramiennego. Kończy się w dole podgrzebieniowym.
Unerwia mięsień nadgrzebieniowy i mięsień podgrzebieniowy, staw ramienny i staw barkowo-obojczykowy. Rzadko unerwia także mięsień obły mniejszy.
Objawami porażenia nerwu nadłopatkowego są zanik unerwianych mięśni i upośledzenie obracania kończyny górnej na zewnątrz.